# تونغيي كيانوين

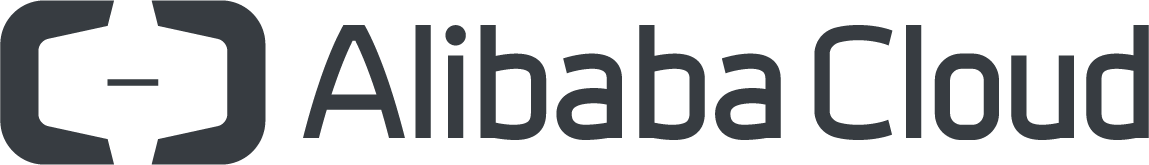
شعار علي بابا كلاود

تونغيي كيانوين،هي منصة روبوت محادثة قائم على الذكاء الاصطناعي، من شركة علي بابا الصينية، والتي تحاول من خلاله منافسة منصة "تشات جي بي تي"، وفتحت علي بابا منصتها فتحت أمام قطاع الأعمال ومطوري التكنولوجيا لاختبارها قبل إطلاقها رسمياً.

## نبذة
تصف علي بابا منصتها الجديدة بأنها محرك رئيسي لإنشاء الأفكار، إضافة إلى زيادة الإنتاجية، وتعتبرها وسيلة فعالة للإجابة عن تساؤلات المستخدمين اعتماداً على النموذج اللغوي "أليس مايند"، ونموذج جرى تطويره من قِبل أكاديمية "دامو" البحثية، الذراع البحثية للشركة الصينية.
ويحتوي الموقع الرسمي لتطبيق chatbot على مربعات فقط لإدخال أرقام الهواتف وعناوين البريد الإلكتروني لطلب دعوة ولكنه لا يقدم تفاصيل محددة حول استخدامه الدقيق.